# Anthony Sowell
Anthony Edward Sowell (Cleveland, Ohio; 19 de agosto de 1959 - Columbus, Ohio; 8 de febrero de 2021) fue un asesino en serie estadounidense. Conocido como El estrangulador de  Cleveland, fue arrestado en octubre de 2009 después de que los cuerpos de once mujeres fueran descubiertos por investigadores de la policía en su dúplex de Cleveland, en el vecindario de Mount Pleasant.

## Primeros años
Anthony Edward Sowell nació el 19 de agosto de 1959 en Ohio y fue criado en East Cleveland, siendo uno de los siete hijos nacidos de su madre soltera, Claudia "Gertude" Garrison. Otros siete niños pertenecientes a la hermana de Sowell también vivían en el hogar, habiéndose mudado después de la muerte de su madre crónicamente enferma. Según la sobrina de Sowell, Garrison sometió a los hermanos a malos tratos físicos mientras que sus propios hijos observaban desde las habitaciones adyacentes. En un incidente, Garrison la obligó a desnudarse delante de los otros niños, y luego la azotó con cables eléctricos hasta sangrar. Sowell comenzó a violar a su sobrina casi a diario durante dos años, a partir de los once años de edad.

## Servicio militar
A la edad de 19 años, Sowell ingresó en el Cuerpo de Marines de los Estados Unidos el 24 de enero de 1978. Asistió a un entrenamiento de reclutamiento en Marine Corps Recruit Depot Parris Island en Carolina del Sur; luego fue instruido como electricista en el Campamento Lejeune en Carolina del Norte. El 13 de julio de 1978 fue asignado a la 2.ª Ala de Aviones Marinos en la Estación Aérea del Cuerpo de Marines de Cherry Point, también en Carolina del Norte. En 1980, Sowell pasó un año en el extranjero con el tercer grupo de apoyo de servicio de la Fuerza, y luego regresó a Cherry Point. Fue enviado al Campamento de la Base de Marines de Okinawa el 20 de enero de 1984. Un año después se trasladó al Campamento Pendleton en California por tres días, hasta su despido el 18 de enero de 1985. Durante sus siete años de carrera en el Cuerpo de Marines, el cabo Sowell recibió una Medalla de Buena Conducta con una estrella de servicio, una cinta de despliegue de servicio marítimo, un certificado de reconocimiento, un mástil meritorio y dos cartas de agradecimiento.

## Ataque, encarcelamiento y liberación
En 1989, una mujer embarazada de tres meses fue voluntariamente a la casa de Sowell. Cuando trató de irse, él le ató las manos y los pies con una corbata y un cinturón, y luego la amordazó con un trapo. La víctima le dijo a la policía: "Me asfixió mucho porque mi cuerpo empezó a hormiguear. Pensé que iba a morir". Sowell fue acusado de secuestro, abuso e intento de violación. Finalmente, se declaró culpable del cargo de intento de violación, y como resultado estuvo quince años en prisión. Fue liberado en 2005.
Sowell trabajó en una fábrica hasta 2007, cuando comenzó a cobrar los subsidios de desempleo. Los vecinos dijeron que se ganaba la vida vendiendo chatarra, y se quejaron al departamento de salud de un olor fétido en el vecindario. Era miembro de un servicio de citas en línea, donde declaraba que era un "maestro" en busca de una persona sumisa para "entrenar".

## Descubrimiento de cuerpos y detención
En septiembre de 2009, Sowell invitó a una mujer que conocía a tomar una copa en su casa. El 22 de septiembre de 2009 reportó a la policía que después de unos tragos, él se enojó, la golpeó, la estranguló y la violó mientras estaba desmayada. El 29 de octubre, la policía llegó a su casa con una orden de arresto por la presunta violación. No estaba allí, pero encontraron dos cuerpos en el suelo del salón. Fue localizado y arrestado dos días después.
Los cuerpos de otras cuatro mujeres fueron encontrados por toda la casa, enterrados en una tumba poco profunda en el sótano y en los espacios de la casa. Después de excavar en el patio trasero, los investigadores encontraron tres cuerpos más y los restos de un cuarto. La policía también encontró un cráneo humano en un cubo dentro de la casa, lo que elevó el conteo de cadáveres a once. La mayoría de las víctimas fueron asesinadas por estrangulación manual y otras fueron amordazadas o tenían ligaduras en sus cuerpos cuando fueron descubiertas. Sowell también tuvo por lo menos otras tres víctimas de violación más, a las que en realidad había dejado vivir. Las tres nunca reportaron los ataques, debido a su historial de drogas u otras razones personales. Muchas víctimas fueron conducidas a su propiedad con una invitación a fumar crack con él. Era un conocido drogadicto en todo su vecindario.
En el momento de su arresto, Sowell tenía cincuenta años. Había estado viviendo en ese lugar durante cuatro años. Se le fijó una fianza de cinco millones de dólares. Su juicio originalmente se suponía que comenzaría el 2 de junio de 2010, pero se demoró repetidamente: primero hasta el 7 de septiembre para permitir a los abogados de Sowell más tiempo para prepararse, luego hasta el 14 de febrero de 2011, luego hasta el 2 de mayo a petición de los abogados defensores de Sowell, quienes necesitaban más tiempo para revisar miles de registros y horas de filmación de vídeo de vigilancia de la propiedad al lado del recinto de Sowell. El juicio finalmente comenzó el 6 de junio de 2011.

## Juicio y sentencia
Sowell fue acusado de once cargos de asesinato agravado y más de 70 cargos de violación, secuestro, manipulación de pruebas y abuso de un cadáver. Se declaró inocente por demencia, pero más tarde cambió su declaración a "inocente". El 22 de julio de 2011, salvo por dos cargos, fue condenado por todos los demás cargos, incluyendo los asesinatos de las once mujeres cuyos cuerpos fueron encontrados en su casa en 2009. El 10 de agosto, los miembros del jurado recomendaron la pena de muerte para Sowell. El 12 de agosto, el juez Dick Ambrose confirmó la recomendación del jurado. Desde el 14 de septiembre de 2011, Sowell ha permanecido en el corredor de la muerte en la Institución Correccional Chillicothe (Chillicothe Correctional Institution).
En noviembre de 2011, los abogados de Sowell, Jeffry F. Kelleher y Thomas Rein, presentaron un recurso de apelación ante la Corte Suprema de Ohio. La ejecución de Sowell fue fijada para el 29 de octubre de 2012, pero en marzo de 2012 se presentó una moción para la suspensión de la ejecución; la moción fue concedida en abril, en espera de la resolución final de la apelación. En octubre de 2012, los nuevos abogados de Sowell, Jeffrey M. Gamso y Erika Cunliffe, de la Defensoría Pública del Condado de Cuyahoga, apelaron para que se anulara su condena y sentencia de muerte en 21 puntos, siendo los tres principales:
- Que Sowell no recibió un juicio justo debido a la amplia cobertura de los medios de comunicación. "La atención de los medios de comunicación fue abrumadora, generando miles de noticias y... la cobertura local fue frenética y continua".
- Que la sala de audiencias había estado cerrada al público "durante una audiencia probatoria y mientras se elegía al jurado".
- Y que había recibido "una representación legal pésima". "Los abogados de Sowell deberían haber declarado a su cliente culpable de matar a las mujeres y luego concentrar sus esfuerzos en evitar que Sowell fuera condenado a muerte".

En septiembre de 2014, el tribunal les pidió a ambas partes que abordaran tres cuestiones.
El 5 de abril de 2016, el Tribunal Supremo de Ohio escuchó los argumentos de los abogados recurrentes de Sowell y el Fiscal del Condado de Cuyahoga que representaba al estado de Ohio con respecto a los fundamentos de la audiencia previa a la supresión antes del juicio de Sowell, y el derecho del acusado a un juicio justo y público. Los abogados que representaban a Sowell argumentaron que el derecho a la Sexta Enmienda de Sowell fue violado cerrando la audiencia de supresión a la prensa y que la Corte debería conmutar su sentencia de muerte por cadena perpetua como un remedio al error estructural que resultó en la violación de los derechos de Sowell. También argumentaron que el abogado de Sowell había cometido errores e "instaron a la Corte Suprema de Ohio a que enviara el caso al condado de Cuyahoga para un nuevo juicio. "Francamente, lo arruinamos", le dijo el abogado Jeffrey Gamso a la Corte Suprema de Ohio".
El estado argumentó que si el derecho a la Sexta Enmienda de Sowell hubiera sido violado a través de la audiencia de supresión preliminar cerrada no habría afectado al resultado del juicio, ya que la evidencia era abrumadora y que "los abogados de Sowell fueron los que pidieron varias veces en su presencia para la selección del jurado que se hiciera en privado, sin cámaras en la sala del tribunal". El estado también afirmó que Sowell nunca había negado su culpabilidad y que la naturaleza atroz de sus crímenes, junto con poca evidencia mitigadora para negar la imposición de la pena de muerte, justificaba la condena a muerte.
El 8 de diciembre de 2016, la Corte Suprema de Ohio rechazó una apelación de Anthony Sowell, confirmando sus condenas de homicidio agravado y su sentencia de muerte. En mayo de 2017, Sowell apeló su caso ante la Corte Suprema de Estados Unidos. En octubre de 2017, la Corte Suprema de los Estados Unidos dijo que no revisaría la apelación de Sowell. Estaba previsto que Sowell fuera ejecutado el miércoles 18 de noviembre de 2020.

## Víctimas
Todas sus víctimas eran afroamericanas, como él. El 5 de noviembre de 2009, la primera y la segunda de las once víctimas fueron identificadas. La primera en ser identificada fue Tonia Carmichael, una mujer negra de 53 años que había desaparecido hacía más de un año. Su cuerpo fue encontrado enterrado en su patio trasero. Al parecer fue estrangulada y fue identificada mediante el uso de pruebas de ADN. Su madre había denunciado su desaparición en diciembre de 2008.
La segunda víctima fue identificada como Telacia Fortson, de 31 años, que había desaparecido cinco meses antes. Aunque había estado desaparecida desde junio, su madre no reportó su desaparición hasta que escuchó las noticias sobre los cadáveres descubiertos en la casa de Sowell.
El 8 de noviembre de 2009 se identificaron tres cuerpos más. Crystal Dozier, de 38 años, que desapareció en mayo de 2007. Dozier, madre de siete hijos, vivía en la zona donde se descubrió su cuerpo. Su familia denunció su desaparición al Departamento de Policía de Cleveland. No era la primera vez que desaparecía y su familia acusó a la policía de no investigar. Su familia se encargó de repartir folletos y llamar a los hospitales.
Amelda "Amy" Hunter, de 47 años, era esteticista y madre de tres hijos. No vivía en la zona donde se encontró su cuerpo, pero la visitaba con frecuencia. Una lesión anterior la dejó incapaz de usar uno de sus brazos. Su familia no denunció su desaparición hasta que la policía comenzó a retirar los cuerpos de la casa de Sowell.
Michelle Mason, de 45 años, fue vista por última vez en octubre de 2008. Vivía en la zona donde se encontró su cuerpo. Según los registros, la policía llevó a cabo una investigación completa cuando su familia denunció su desaparición.
La policía de East Cleveland también está reabriendo varios casos sin resolver desde finales de la década de 1980. Los asesinatos por estrangulación tuvieron un modus operandi similar y se detuvieron alrededor de 1989, cuando Sowell fue arrestado. El FBI está recolectando información para ver si Sowell pudo estar relacionado con casos no resueltos en las ciudades donde vivió.

### Víctimas de asesinato identificadas
| Número | Nombre           | Edad | Fecha de la muerte    |
| ------ | ---------------- | ---- | --------------------- |
| 1      | Crystal Dozier   | 38   | c. mayo de 2007       |
| 2      | Tishana Culver   | 31   | c. junio de 2008      |
| 3      | Leshanda Long    | 25   | c. agosto de 2008     |
| 4      | Michelle Mason   | 45   | c. octubre de 2008    |
| 5      | Tonia Carmichael | 53   | c. diciembre de 2008  |
| 6      | Nancy Cobbs      | 43   | c. abril de 2009      |
| 7      | Amelda Hunter    | 47   | c. abril de 2009      |
| 8      | Telacia Fortson  | 31   | c. junio de 2009      |
| 9      | Janice Webb      | 49   | c. junio de 2009      |
| 10     | Kim Yvette Smith | 44   | c. julio de 2009      |
| 11     | Diane Turner     | 38   | c. septiembre de 2009 |

## Muerte
Sowell contrajo una enfermedad no especificada el 21 de enero de 2021. Fue trasladado a un centro de cuidados terminales en Columbus y permaneció allí durante dieciséis días. A las 3:27 p. m. del 8 de febrero, Sowell murió. Las autoridades penitenciarias negaron que su muerte estuviera relacionada con el COVID-19.

## Consecuencias
Después de la condena de Sowell, en diciembre de 2011, la antigua residencia de Sowell en 12205 Imperial Avenue fue demolida por orden de las autoridades de la ciudad. En su lugar se construyó un monumento en recuerdo de sus víctimas. Sowell estuvo recluido en el corredor de la muerte de la Institución Correccional de Chillicothe (Chillicothe Correctional Institution).

## Controversia de cartas
En noviembre de 2012, Anthony Sowell publicó una carta a través del sitio web Serial Killers Ink. La carta era para la gente de Cleveland. Sowell se opuso al exjuez de primera instancia y al recientemente elegido fiscal del condado de Cuyahoga Tim McGinty, y abordó la cuestión de las obras de arte que había enviado recientemente al propietario del sitio web.

## En los medios

### Televisión
- El caso fue perfilado en el estreno de la serie de Investigation Discovery, Killer Instinct.
- También ameritó un capítulo de la miniserie documental "Living with a Serial Killer" (2020-2021) con entrevistas a su hermana Tessa, a policías que intervinieron en la investigación y a periodistas.